# Аджічай
Аджічай (азерб. آجی چای), Тальхеруд (перс. تلخه رود) - одна з найважливіших і основних річок в провінції Східний Азербайджан. Найбільший постачальник води в озеро Урмія. Площа басейну становить 9200 км², а максимальна витрата води 40,6 м³/с. Завдовжки 265 км. Протікає в центральній частині провінції Східний Азербайджан. Утворена впадінням річок Бейвакчай, Пасалар, Разліг і Ванекчай, які беруть свій початок на хребті Сехенд і зливаються на території шахрестану Сараб. Переважно протікає зі сходу на захід. З північного боку обмежена гірськими хребтами Сабалан, Кушадак і Арасбаран, а з півдня — Сехенд і Бозгуш. Огинає з півночі місто Тебриз (північна долина хребта Ейналі, звідки витікає на Тебризьку рівнину, яку живить водою. По ній упродовж 220 км поволі спускається в бік озера Урмія, в яке впадає на північний схід від острова Шахі. Серед основних рукавів можна відзначити такі річки як Абшахд, Уджанчай, Зейнджанаб, Саїдабад і Мехранруд.
На північний схід від міста Табриз, за 500 метрів на захід від села Ваньяр, був розташований міст Ваньяр, який віддавна (від епохи Сефевідів) слугував переправою через річку Абічай на старовинному шляху Ахар — Табриз. Складався з каменю та гіпсу і мав три бокові арки. На цьому місті було вирішено побудувати дамбу під назвою Шахід Мадані. Міст мав бути затоплений водами водосховища, утвореного цією дамбою. Існували наміри розібрати і перенести цю історичну пам'ятку на інше місце. Однак у травні 2013 року вночі його потайки зруйнували і знищили.